# Công viên Dosan
Công viên Dosan là công viên nằm ở phường Sinsa-dong, Gangnam-gu, Seoul, Hàn Quốc. Nó được thành lập vào năm 1973 để kỉ niệm những thành tựu và di sản của An Chang-ho, một nhà hoạt động nổi tiếng. Tên bút danh là Dosan.

## Hình ảnh

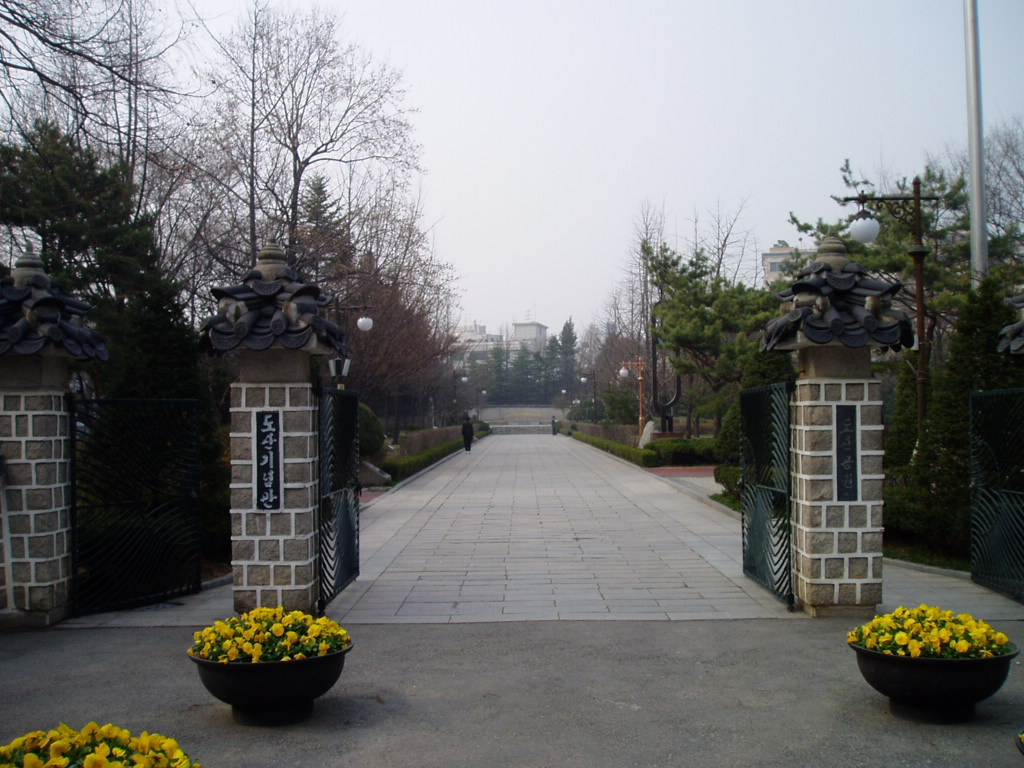
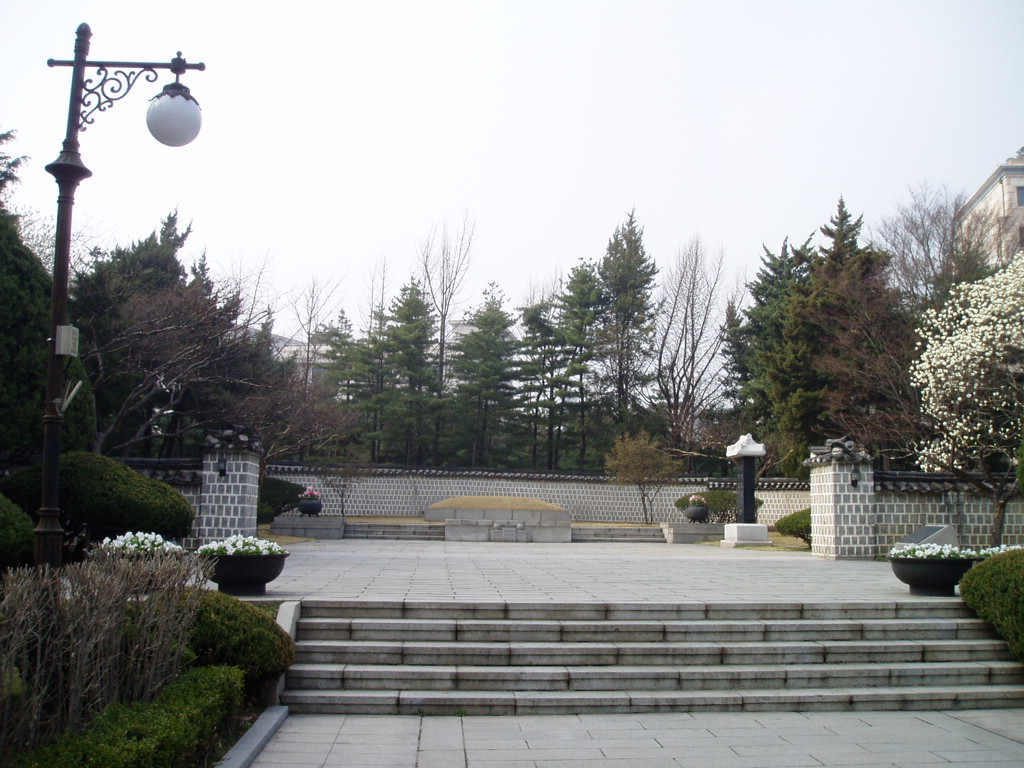
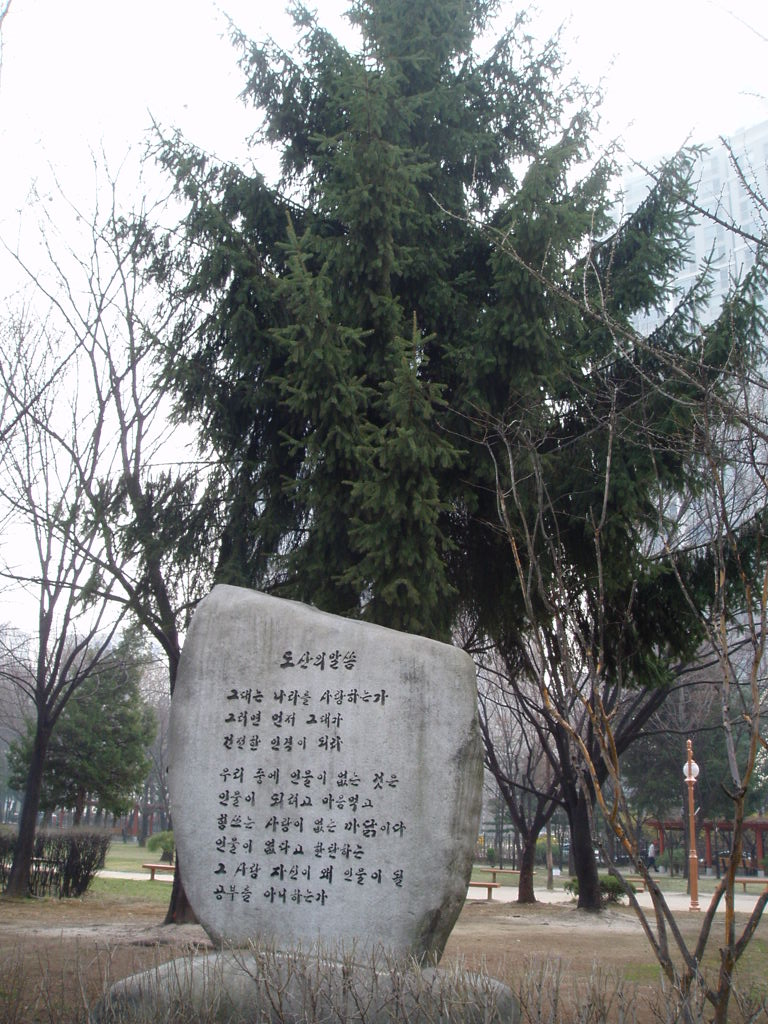
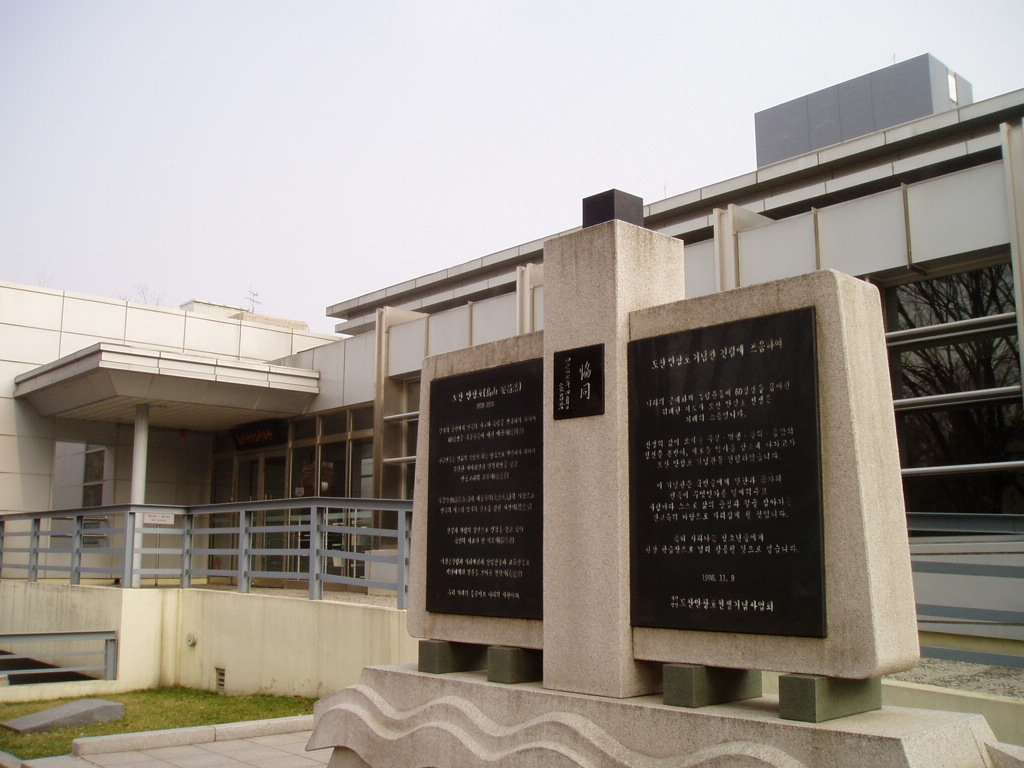